# Академическая гребля на летних Олимпийских играх 2020 — четвёрки парные (женщины)
Соревнования по академической гребле среди четвёрок парных у женщин на летних Олимпийских играх 2020 года прошли с 23 по 28 июля 2021 года на гребном канале Си Форест на юге Токио в районе Кото. В соревнованиях приняли участие 40 спортсменок из 10 стран. Действующими олимпийскими чемпионами в данной дисциплине являлись немецкие спортсменки, однако ни одна из них не приняла участие в соревнованиях четвёрок. Карина Бер, Юлия Лир и Лиза Шмидла завершили во время олимпийского цикла выступления на международных соревнованиях, а Аннекатрин Тиле выступила в Токио в составе двойки парной.
Олимпийское золото 2020 года с новым мировым рекордом выиграли китайские гребчихи Чэнь Юнься, Чжан Лин, Люй Ян и Цуй Сяотун. Предыдущий раз спортсменки из Китая выигрывали соревнования в четвёрках парных в 2008 году на домашних Играх в Пекине. Серебряные медали завоевали спортсменки из Польши, а бронзовые гребцы из Австралии. Из числа призёров токийских Игр только польки Агнешка Кобус и Мария Сайдак стали обладательницами вторых олимпийских наград в карьере, для всех остальных медали 2020 года стали дебютными в карьере. В Рио-де-Жанейро сборная Польши завоевала бронзовые награды.

## Призёры
| Золото                                              | Серебро                                                                  | Бронза                                                                     |
| Китай · Чэнь Юнься · Чжан Лин · Люй Ян · Цуй Сяотун | Польша · Агнешка Кобус · Марта Величко · Мария Сайдак · Катажина Зильман | Австралия · Риа Томпсон · Ровена Мередит · Харриет Хадсон · Кэйтлин Кронин |

## Рекорды
До начала летних Олимпийских игр 2020 мировой и олимпийский рекорды были следующими:
| Мировой рекорд     | Аннекатрин Тиле, Карина Бер, Юлия Лир, Лиза Шмидла (GER) | 6:06,84 | Амстердам | 30 августа 2014 |
| Олимпийский рекорд | Тан Бинь, Цзинь Цзывэй, Си Айхуа, Чжан Янъян (CHN)       | 6:11,83 | Пекин     | 10 августа 2008 |

По итогам соревнований были обновлены оба рекорда. В финальном заезде гребчихи из Китая завершили дистанцию за 6:05,13.

## Расписание
Время местное (UTC+9)
| Дата    | Время | Раунд                  |
| ------- | ----- | ---------------------- |
| 23 июля | 11:50 | Предварительные заезды |
| 25 июля | 10:50 | Отборочный заезд       |
| 28 июля | 09:00 | Финал B                |
| 28 июля | 10:50 | Финал A                |

Источник: 

## Квалификация
Квалификация на Олимпийские игры осуществлялась по результатам международных соревнований. Основным этапом отбора стал чемпионат мира 2019 года, по итогам которого стали известны обладатели восьми лицензий. Оставшиеся две квоты были распределены по результатам финальной квалификационной регаты в Люцерне.

## Результаты

### Предварительный этап
Первые две сборные из каждого заезда напрямую проходили в финал соревнований. Все остальные гребчихи попадали в отборочный заезд, где были разыграны ещё две путёвки в решающий раунд.

#### Заезд 1
| Место    | Спортсмены                                                            | Страна         | Время   | Отставание | Примечания |
| -------- | --------------------------------------------------------------------- | -------------- | ------- | ---------- | ---------- |
| 1        | Даниэла Шульце Франциска Кампман Карлотта Нваджиде Фрида Хеммерлинг   | Германия       | 6:18,22 | +0,00      | FA         |
| 2        | Лайла Юссифу Инге Янссен Оливия ван Ройн Николь Бёкерс                | Нидерланды     | 6:19,36 | +1,14      | FA         |
| 3        | Ханна Скотт Матильда Ходжкинс-Бирн Шарлотта Ходжкинс-Бирн Люси Гловер | Великобритания | 6:20,80 | +2,58      | R          |
| 4        | Джорджия Ньюджент-О’Лири Руби Тью Ив Макфарлейн Оливия Лоу            | Новая Зеландия | 6:25,23 | +7,01      | R          |
| 5        | Сисели Мэдден Элисон Рашер Меган О’Лири Эллен Томек                   | США            | 6:34,36 | +16,14     | R          |
| Протокол |                                                                       |                |         |            |            |

#### Заезд 2
| Место    | Спортсмены                                                         | Страна    | Время   | Отставание | Примечания |
| -------- | ------------------------------------------------------------------ | --------- | ------- | ---------- | ---------- |
| 1        | Чэнь Юнься Чжан Лин Люй Ян Цуй Сяотун                              | Китай     | 6:14,32 | +0,00      | FA         |
| 2        | Агнешка Кобус Марта Величко Мария Сайдак Катажина Зильман          | Польша    | 6:18,62 | +4,30      | FA         |
| 3        | Валентина Изеппи Алессандра Монтезано Вероника Лизи Стефания Гобби | Италия    | 6:20,45 | +6,13      | R          |
| 4        | Риа Томпсон Ровена Мередит Харриет Хадсон Кэйтлин Кронин           | Австралия | 6:26,21 | +11,89     | R          |
| 5        | Вьолен Аэрну Марго Байёль Мари Жак Эмма Лунатти                    | Франция   | 6:33,64 | +19,32     | R          |
| Протокол |                                                                    |           |         |            |            |

### Отборочный этап
Первые два экипажа проходили в финал соревнований. Остальные гребцы квалифицировались в финал B, где распределяли места с 7-го по 10-е место.
| Место    | Спортсмены                                                            | Страна         | Время   | Отставание | Примечания |
| -------- | --------------------------------------------------------------------- | -------------- | ------- | ---------- | ---------- |
| 1        | Риа Томпсон Ровена Мередит Харриет Хадсон Кэйтлин Кронин              | Австралия      | 6:36,67 | +0,00      | FA         |
| 2        | Валентина Изеппи Алессандра Монтезано Вероника Лизи Стефания Гобби    | Италия         | 6:37,44 | +0,77      | FA         |
| 3        | Джорджия Ньюджент-О’Лири Руби Тью Ив Макфарлейн Оливия Лоу            | Новая Зеландия | 6:39,91 | +3,24      | FB         |
| 4        | Ханна Скотт Матильда Ходжкинс-Бирн Шарлотта Ходжкинс-Бирн Люси Гловер | Великобритания | 6:42,97 | +6,30      | FB         |
| 5        | Вьолен Аэрну Марго Байёль Мари Жак Эмма Лунатти                       | Франция        | 6:47,41 | +10,74     | FB         |
| 6        | Сисели Мэдден Элисон Рашер Меган О’Лири Эллен Томек                   | США            | 6:50,74 | +14,07     | FB         |
| Протокол |                                                                       |                |         |            |            |

### Финал

#### Финал B
| Место    | Спортсмен                                                             | Страна         | Время   | Отставание | Итоговое место |
| -------- | --------------------------------------------------------------------- | -------------- | ------- | ---------- | -------------- |
| 1        | Ханна Скотт Матильда Ходжкинс-Бирн Шарлотта Ходжкинс-Бирн Люси Гловер | Великобритания | 6:25,14 | +0,00      | 7              |
| 2        | Джорджия Ньюджент-О’Лири Руби Тью Ив Макфарлейн Оливия Лоу            | Новая Зеландия | 6:29,00 | +3,86      | 8              |
| 3        | Вьолен Аэрну Марго Байёль Мари Жак Эмма Лунатти                       | Франция        | 6:29,70 | +4,56      | 9              |
| 4        | Сисели Мэдден Элисон Рашер Меган О’Лири Эллен Томек                   | США            | 6:30,03 | +4,89      | 10             |
| Протокол |                                                                       |                |         |            |                |

#### Финал A
| Место    | Спортсмены                                                          | Страна     | Время          | Отставание |
| -------- | ------------------------------------------------------------------- | ---------- | -------------- | ---------- |
| 1        | Чэнь Юнься Чжан Лин Люй Ян Цуй Сяотун                               | Китай      | 6:05,13 WB, OB | +0,00      |
| 2        | Агнешка Кобус Марта Величко Мария Сайдак Катажина Зильман           | Польша     | 6:11,36        | +6,23      |
| 3        | Риа Томпсон Ровена Мередит Харриет Хадсон Кэйтлин Кронин            | Австралия  | 6:12,08        | +6,95      |
| 4        | Валентина Изеппи Алессандра Монтезано Вероника Лизи Стефания Гобби  | Италия     | 6:13,33        | +8,20      |
| 5        | Даниэла Шульце Франциска Кампман Карлотта Нваджиде Фрида Хеммерлинг | Германия   | 6:13,41        | +8,28      |
| 6        | Лайла Юссифу Инге Янссен Оливия ван Ройн Николь Бёкерс              | Нидерланды | 6:15,75        | +10,62     |
| Протокол |                                                                     |            |                |            |